# Yongju sa
Yongju sa (용주사 Klasztor Klejnotu Smoka) – koreański klasztor buddyjski. 

## Historia klasztoru
Klasztor został założony w roku 854 i nosił nazwę Karyang. Jest zbudowany na zboczu góry Hwa w pobliżu miasta Hwaseong. Klasztor rozwijał się do X wieku i był bardzo znanym seminarium.
W 1636 roku, w czasie inwazji Mandżurów na Koreę, klasztor został spalony.
W 1789 r. król Chŏnjo (pan. 1776–1800) przeniósł grób swojego ojca i z tej okazji nakazał mnichowi Pogyongowi odbudować klasztor oraz poświęcić go jego zmarłemu ojcu. Wtedy zmieniono nazwę klasztoru na Yongju. Był to jeden z kilku zaledwie wypadków, że któryś z władców z dynastii Joseon wspierał buddyzm.
W 1969 roku mistrz sŏn Jŏngang Yŏnsin (1898–1975) ustanowił w klasztorze budynek praktyki medytacji sŏn. 
Yongju sa jest parafialnym klasztorem chogye, który administruje 80 innymi klasztorami.

## Znane obiekty
- Pŏmjong (범종) - dzwon z brązu z 854 roku - Skarb Narodowy nr 120

## Adres klasztoru
- 188 Songsan-dong (136 Yongju-ro), Hwaseong-si, Gyeonggi-do, Korea Południowa